# Union Valdôtaine Progressiste (1972)
L'Union Valdôtaine Progressiste (pron. fr. AFI: [ynjɔ̃ valdotɛn pʁɔɡʁɛsist]) è stato un partito politico di orientamento regionalista e cristiano-sociale attivo in Valle d'Aosta dal 1973 al 1984.

## Storia
Il partito naque nel 1972 in seguito ad una scissione dall'Union Valdôtaine promossa, tra gli altri, da Marie Celeste Perruchon, consigliera regionale e vedova del  martire della Resistenza Emile Chanoux, suo figlio Emilio Chanoux, Joseph Filliétroz e Celestino Dayné, contrari alla linea di apertura verso la Democrazia Cristiana promossa dal presidente dell'UV Severino Caveri. Si presentò per la prima volta in occasione delle elezioni politiche suppletive del 1972, indette in seguito alla morte di Germano Ollietti e Oreste Marcoz, scomparsi in un incidente stradale nell'aprile 1972 ma risultati eletti rispettivamente alla Camera e al Senato per la circoscrizione Valle d'Aosta alle politiche del maggio successivo: l'UVP, con il sostegno di Democratici Popolari, PSI e PCI, ottenne l'elezione di Chanoux alla Camera e Filliétroz al Senato.
Alle elezioni regionali del 1973 ottenne l'11,6% dei voti e quattro seggi, entrando nella maggioranza a sostegno del demopopolare Cesare Dujany. Nel 1974, tuttavia, la componente maggioritaria del partito avviò i colloqui con Union Valdôtaine e Rassemblement Valdôtain in vista di una riunificazione dei partiti autonomisti valdostani, che portarono l'anno seguente alla firma di un progetto federativo tra i tre partiti che favorì la nascita di una nuova giunta guidata da Mario Andrione, con l'esclusione dei DP. La spaccatura tra coloro che spingevano per la riunificazione e chi, come Filliétroz, voleva invece mantenere l'unità di azione con i DP si rese evidente alle politiche del 1976: una parte dell'UVP sostenne le candidature di Pietro Fosson al Senato e Eddy Ottoz alla Camera insieme a DC, UV, RV e PRI, mentre l'altra presentò candidature autonome con i DP. La réunification autonomista si completò infine nel dicembre del 1976, portando RV e la maggior parte di UVP a confluire nell'Union Valdôtaine.
Alle successive elezioni regionali del 1978, la prima importante prova elettorale dopo la scissione, l'UVP registrò una consistente flessione, fermandosi al 3,1% con un solo eletto: il partito decise così di federarsi ai Democratici Popolari.
Alle elezioni regionali del 1983 la Fédération DP-UVP ottenne il 10,4% dei voti (contro il 14,9% ottenuto separatamente cinque anni prima) e quattro seggi. Nel 1984 i due partiti si unirono definitivamente e formarono gli Autonomisti Democratici Progressisti.

## Risultati elettorali
| Elezione       | Elezione | Voti   | %     | Seggi |
| -------------- | -------- | ------ | ----- | ----- |
| Regionali 1973 | 4.707    | 6,73   | 2     |       |
| Politiche 1976 | Camera   | 24.091 | 32,00 | 0     |
| 20.234         | Camera   | 26,87  | 0     |       |
| Senato         | 22.917   | 35,21  | 0     |       |
| Senato         | 17.699   | 27,19  | 0     |       |
| Regionali 1978 | 2.316    | 3,13   | 1     |       |
| Regionali 1983 | 7.891    | 10,43  | 4     |       |
| 1. 2. 3. 4.    |          |        |       |       |